# Rupnik-Linie

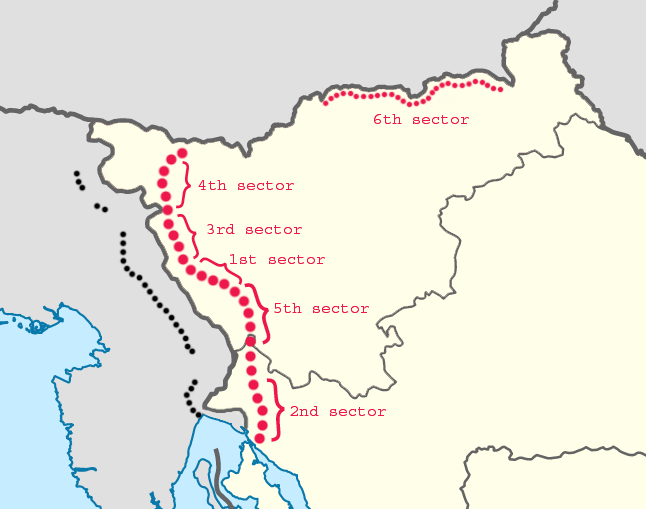
Karte der Rupnik-Linie

Die Rupnik-Linie (slowenisch: Rupnikova linija), benannt nach dem slowenischen General in der jugoslawischen Armee, Leon Rupnik, war eine Linie von Festungsanlagen und ausgebauten Stellungen, die Jugoslawien entlang seiner östlichen und westlichen Grenze errichtete. Der Bau der Verteidigungslinie war eine Sicherheitsmaßnahme gegenüber Italien und später dem Deutschen Reich.
Die jugoslawische Rupnik-Linie wurde von verschiedenen anderen Befestigungssystemen inspiriert, die an den Grenzen errichtet wurden, hauptsächlich in Frankreich (Maginot-Linie), der Tschechoslowakei und dem benachbarten Italien (Valle Alpino).
Obwohl die Festungsanlagen auf ihrem Höhepunkt mit etwa 40.000 Mann besetzt waren, war die Verteidigungslinie nie vollbesetzt gewesen. Bei der Invasion Jugoslawiens im April 1941 war sie weitgehend unvorbereitet und unbemannt gewesen.